# Rivers United FC
Rivers United Football Club w skróćie Rivers United FC – nigeryjski klub piłkarski grający w pierwszej lidze nigeryjskiej, mający siedzibę w mieście Port Harcourt. Powstał w 2016 roku w wyniku fuzji Dolphins FC i Sharks FC.

## Sukcesy
- Premier League[1]:
  - mistrzostwo (1): 2022.

## Występy w afrykańskich pucharach
| Sezon     | Rozgrywki           | Runda              | Kraj                          | Klub                   | Dom | Wyjazd | Dwumecz      |
| --------- | ------------------- | ------------------ | ----------------------------- | ---------------------- | --- | ------ | ------------ |
| 2017      | Liga Mistrzów       | wstępna            | Mali                          | AS Real Bamako         | 4–0 | 0–0    | 4–0          |
| 2017      | Liga Mistrzów       | 1                  | Sudan                         | Al-Merreikh Omdurman   | 3–0 | 0–4    | 3–4          |
| 2009      | Puchar Konfederacji | play-off           | Rwanda                        | Rayon Sports FC        | 2–0 | 0–0    | 2–0          |
| 2009      | Puchar Konfederacji | gr. A (4. miejsce) | Tunezja                       | Club Africain          | 0–2 | 1–3    | 1–5          |
| 2009      | Puchar Konfederacji | gr. A (4. miejsce) | Maroko                        | FUS Rabat              | 1–0 | 1–2    | 2–2          |
| 2009      | Puchar Konfederacji | gr. A (4. miejsce) | Uganda                        | KCCA FC                | 2–1 | 1–2    | 3–3          |
| 2020/2021 | Puchar Konfederacji | wstępna            | Gwinea Równikowa              | Futuro Kings FC        | 2–0 | 0–2    | 2–2 (k. 2–0) |
| 2020/2021 | Puchar Konfederacji | 1                  | Południowa Afryka             | Bloemfontein Celtic FC | 2–0 | 3–0    | 5–0          |
| 2020/2021 | Puchar Konfederacji | play-off           | Nigeria                       | Enyimba FC             | 1–0 | 0–1    | 1–1 (k. 4–5) |
| 2021/2022 | Liga Mistrzów       | 1                  | Tanzania                      | Young Africans SC      | 1–0 | 1–0    | 2–0          |
| 2021/2022 | Liga Mistrzów       | 2                  | Sudan                         | Al-Hilal Omdurman      | 1–1 | 0–1    | 1–2          |
| 2021/2022 | Puchar Konfederacji | play-off           | Egipt                         | Al-Masry Port Said     | 2–1 | 0–1    | 2–2          |
| 2022/2023 | Liga Mistrzów       | 1                  | Liberia                       | Watanga FC             | 3–0 | 0–1    | 3–1          |
| 2022/2023 | Liga Mistrzów       | 2                  | Maroko                        | Wydad Casablanca       | 2–1 | 0–6    | 2–7          |
| 2022/2023 | Puchar Konfederacji | play-off           | Libia                         | Al-Nasr Bengazi        | 5–0 | 1–1    | 6–1          |
| 2022/2023 | Puchar Konfederacji | gr. B (2. miejsce) | Kongo                         | CSMD Diables Noirs     | 2–2 | 0–3    | 2–5          |
| 2022/2023 | Puchar Konfederacji | gr. B (2. miejsce) | Wybrzeże Kości Słoniowej      | ASEC Mimosas           | 3–0 | 0–1    | 3–1          |
| 2022/2023 | Puchar Konfederacji | gr. B (2. miejsce) | Demokratyczna Republika Konga | DC Motema Pembe        | 3–1 | 1–0    | 4–1          |
| 2022/2023 | Puchar Konfederacji | ćwierćfinał        | Tanzania                      | Young Africans SC      | 0–2 | 0–0    | 0–2          |

## Stadion
Domowe mecze klub rozgrywał na stadionie o nazwie Liberation Stadium w Port Harcourt. Stadion może pomieścić 5000 widzów.

## Reprezentanci kraju grający w klubie
Stan na styczeń 2023.
| - Sunday Adetunji - Theophilus Afelokhai - Chijoke Akuneto - Ifeanyi Anaemena - Afeez Aremu - Emeka Atuloma - Morice Chukwu - Ebube Duru - Azubuike Egwuekwe - Samson Gbadebo - Enyinnaya Kazie Godswill - Orji Kalu - Chiamaka Madu - Ossy Martins - Ifeanyi Nweke - Nwangwa Nyima - Kunle Odunlami | - Emeka Ogbugh - Sikiru Olatunbosun - Joseph Onoja - Uche Onwuansanya - Eneji Otekpa - Ishaq Rafiu - Sunday Rotimi - Ayo Saka - Olufemi Thomas - Onyedikachi Uchechukwu - Aliassou Sanou - Samuel Akinbinu - Emmanuel Ampiah - Farouk Mohammed - Zoumana Doumbia - Yaovi Joseph Douhadji |